# Zygnematales
A Zygnematales (a görög ζυγός (zügosz) és νῆμα (néma) (alanyeset), illetve νήματος (nématosz) (birtokos eset) szavakból), más néven Conjugatales zöldmoszatok rendje, két családdal, bennük több ezer különböző fajjal. A nagyobbik család, a Zygnemataceae ismert nemzetségeket tartalmaz, például a Zygnemát és a Spirogyrát, köztük elágazás nélküli fonalakként növekvő tagokkal, melyek sejtosztódással nőnek. E csoportba tartozik a Desmidiales. Mindkét család tagjai édesvíziek, és a növényeken, sziklákon és azok körül növő algák fontos része.

## Felépítés
A Zygnematales tartalmaz egysejtű és fonalas élőlényeket, ahol azonban az egysejtűség nem primer jellemző. Egysejtű és fonalas életszakaszai vannak, ostoros szakaszukat elvesztették. A Coleochaetales a szárazföldi növényektől függetlenül szerezte parenchimáját, míg a Zygnematalesben nem található parenchima, ezzel szemben ostoros sejtjeit, fragmoplasztiszát és a Desmidialesben a többsejtűséget elvesztette.

### Hasonlóság az embriós növényekhez
Rendszertanilag a Streptophyta Charophyta törzsének tagjai, melyből az embriós növények (Embryophyta) létrejöttek. Egy 852, sejtmagban kódolt gént elemző molekuláris biológiai tanulmány megerősítette, hogy a Zygnematophyceae az embriós növények rokona, egy 129 fehérjét elemző szerint pedig ősük a Zygnematales tagja lehetett. Bár morfológiai jellemzők alapján az embriós növényekhez leghasonlóbb a Charales, a plasztisz- és magi genom alapján a Zygnematales a leghasonlóbb.

## Szaporodás
Ivaros szaporodásuk izogámia (konjugáció) révén történik. Ekkor az ellentétes nemű szálak felsorakoznak, és a megfelelő sejtek közt csövek jönnek létre. Ezután a hímivarsejtek amőboiddá válnak, és átmennek, vagy mindkét sejt a csőbe megy. Ezután zigótát képezve egyesülnek, mely meiózissal új szálakat hoz létre. A növényekhez hasonlóan csak a nőivarú élőlény kloroplasztiszai adódnak át az utódnak.
Konjugáló algák még például a Zygnematales testvére, a Mesotaeniaceae és a bazális Spirotaenia. Ezenkívül a Desmidiales feltehetően a Zygnematalesben jött létre, és ez is konjugál.
Az Ancylonema a gleccserek olvadó jégfelszínein megfigyelhető virágzásokért felelős, és befolyásolja a gleccser- és jégfelszín albedóját. Lutz et al. elterjedésüket 2018-ban a grönlandi jégtakaró 100 km hosszú szakaszán, ekkor számos hasonló oligotípust fedeztek fel, Winkel et al. pedig 2022-ben talált Ancylonemát Izlandon hasonló módszerrel.

## Fordítás
- Ez a szócikk részben vagy egészben  a   Zygnematales című angol Wikipédia-szócikk ezen változatának fordításán alapul.  Az eredeti cikk szerkesztőit annak laptörténete sorolja fel. Ez a jelzés csupán a megfogalmazás eredetét és a szerzői jogokat jelzi, nem szolgál a cikkben szereplő információk forrásmegjelöléseként.
- Ez a szócikk részben vagy egészben  a   Jochalgen című német Wikipédia-szócikk ezen változatának fordításán alapul.  Az eredeti cikk szerkesztőit annak laptörténete sorolja fel. Ez a jelzés csupán a megfogalmazás eredetét és a szerzői jogokat jelzi, nem szolgál a cikkben szereplő információk forrásmegjelöléseként.